# Rungia incompta
Rungia incompta är en akantusväxtart som beskrevs av Cornelis Eliza Bertus Bremekamp. Rungia incompta ingår i släktet Rungia och familjen akantusväxter. Inga underarter finns listade i Catalogue of Life.